# Minzhu (socken i Kina, Jilin, lat 43,72, long 127,34)
Minzhu (kinesiska: 民主街道, 民主) är en socken i Kina. Den ligger i provinsen Jilin, i den nordöstra delen av landet, omkring 170 kilometer öster om provinshuvudstaden Changchun.
Genomsnittlig årsnederbörd är 1 063 millimeter. Den regnigaste månaden är juli, med i genomsnitt 253 mm nederbörd, och den torraste är januari, med 9 mm nederbörd.